# Wallace Sargent
Wallace Leslie William Sargent (* 15. Februar 1935 in Elsham, Lincolnshire; † 29. Oktober 2012) war ein US-amerikanischer Astronom britischer Herkunft.
Sargent studierte an der Universität Manchester, wo er 1959 den Doktorgrad erlangte. Nach Aufenthalten am California Institute of Technology, dem Royal Greenwich Observatory und der University of California, San Diego wurde Sargent 1966 Assistenzprofessor und 1971 Professor am California Institute of Technology. Von 1997 bis 2000 leitete er das Mount-Palomar-Observatorium.
Sargent untersuchte Sterne und Galaxien hauptsächlich mit Methoden der Spektroskopie. Bekannt ist er unter anderem für seine Untersuchungen von Absorptionslinien in den Spektren von Quasaren, die Rückschlüsse auf intergalaktische Materie und Galaxien zwischen Erde und Quasar ermöglichen.
Sargent war mit der Astronomin Anneila Sargent verheiratet.

## Ehrungen
- 1968 Sloan Research Fellowship
- 1969 Helen-B.-Warner-Preis
- 1977 Wahl zum Mitglied der American Academy of Arts and Sciences
- 1991 Dannie-Heineman-Preis für Astrophysik
- 1994 Bruce Medal
- 2001 Henry Norris Russell Lectureship
- 2005 Wahl zum Mitglied der National Academy of Sciences

Nach ihm ist der Asteroid (11758) Sargent benannt.